# Cena života
Cena života (v originále Le Coût de la vie) je francouzský hraný film z roku 2003, který režíroval Philippe Le Guay. Snímek měl světovou premiéru na filmovém festivalu Paris Cinéma dne 1. července  2003.

## Děj
Coway provozuje vysoce hodnocenou restauraci v Lyonu. Jeho povaha ho však vedla k řadě riskantních investic, které ho nyní přivedly na pokraj bankrotu. Neztrácí však optimismus, protože jeho žena Milène čeká dítě, ani svou obvyklou štědrost, a tak neváhá najmout mladou ženu v nesnázích jako servírku. Laurence nemá v oboru žádné zkušenosti a tajemství ze své minulosti. Mezi pravidelné zákazníky patří Brett.

## Obsazení
| Fabrice Luchini     | Brett       |
| Vincent Lindon      | Coway       |
| Camille Japy        | Milène      |
| Géraldine Pailhas   | Helena      |
| Isild Le Besco      | Laurence    |
| Lorànt Deutsch      | Patrick     |
| Claude Rich         | Maurice     |
| Bernard Bloch       | Richet      |
| Catherine Hosmalin  | Karine      |
| Jean-Claude Leguay  | Gérard      |
| Chantal Neuwirth    | Granny      |
| Xavier de Guillebon | Denis       |
| Daniel Martin       | Eric        |
| Michel Vuillermoz   | bankéř      |
| Agathe Dronne       | Françoise   |
| Chloé Mons          | Martine     |
| Jean-Claude Jay     | otec Milène |
| Serpentine Teyssier | Sophie      |
| Danièle Arditi      | Elisabeth   |